# Прері (округ, Монтана)
Шаблон:StateAbbr_ 46°51′ пн. ш. 105°22′ зх. д. / 46.85° пн. ш. 105.37° зх. д.
Округ  Прері (англ. Prairie County) — округ (графство) у штаті  Монтана, США. Ідентифікатор округу 30079.

## Історія
Округ утворений 1915 року.

## Демографія
За даними перепису 
2000 року 
загальне населення округу становило 1199 осіб, усе сільське.
Серед мешканців округу чоловіків було 619, а жінок — 580. В окрузі було 537 домогосподарств, 355 родин, які мешкали в 718 будинках.
Середній розмір родини становив 2,74.
Віковий розподіл населення поданий у таблиці:
| Стать    | До 15 років | 15-21 | 22-29 | 30-39 | 40-49 | 50-65 | 65-85 | Понад 85 |
| -------- | ----------- | ----- | ----- | ----- | ----- | ----- | ----- | -------- |
| Чоловіки | 85          | 56    | 38    | 47    | 104   | 153   | 117   | 19       |
| Жінки    | 80          | 35    | 32    | 51    | 102   | 127   | 122   | 31       |

## Суміжні округи
- Маккоун — північ
- Доусон — північний схід
- Вайбо — схід
- Феллон — південний схід
- Кастер — південь
- Ґарфілд — захід

## Виноски
1. ↑  US Decennial Census. US Census Bureau. Процитовано 29 листопада 2014.
2. ↑  Historical Census Browser. University of Virginia Library. Архів оригіналу за 11 серпня 2012. Процитовано 29 листопада 2014.
3. ↑  Population of Counties by Decennial Census: 1900 to 1990. US Census Bureau. Процитовано 29 листопада 2014.
4. ↑  Census 2000 PHC-T-4. Ranking Tables for Counties: 1990 and 2000 (PDF). US Census Bureau. Процитовано 29 листопада 2014.
5. ↑  State & County QuickFacts. US Census Bureau. Архів оригіналу за 6 червня 2011. Процитовано 16 вересня 2013.(англ.) Наведено за англійською вікіпедією.
6. ↑  American FactFinder. Бюро перепису населення США. Архів оригіналу за 26 лютого 2012. Процитовано 31 січня 2008.

| США | Це незавершена стаття з географії США. Ви можете допомогти проєкту, виправивши або дописавши її. |